# Sexdukke
En sexdukke er en slags sexlegetøj i størrelse og form af en seksuel partner for hjælp i onani. Sexdukker kan bestå af en hel krop med ansigt eller kun et hoved, bækken eller anden delkrop med tilhørende (vagina, anus, mund, penis) til seksuel stimulering. Delene er nogle gange vibrerende og kan være aftagelige eller udskiftelige. Sexdukker findes i mange former, men adskiller sig fra sexrobotter, som er antropomorfe kreationer designet til at kunne udvise mere komplekse interaktioner.